# 警視庁特犯課007
『警視庁特犯課007』（けいしちょうとくはんかゼロゼロセブン）は、舵英里による日本の漫画作品。『いち＊ラキ』（冬水社）において2006年12月号より2012年5月号まで連載されていた。単行本は全11巻、文庫版は全7巻。

## あらすじ
201X年の春、首都圏での急激な凶悪な犯罪増加に基づき、警視庁では関西にある市川研究所と協力を結び、実験的に独自の捜査をする特犯課を設立した。その特犯課に市川研究所より派遣された市川冬姫と、捜査一課より特犯課に移動した久世鏡一朗がコンビを組み、不可解な事件に挑んで行く。

## 登場人物

### 特犯課007
特犯課の意味は特別犯罪捜査課の略である。語尾の「007」はこの課の課長が『007』の大ファンだからと言う理由で付けられた。最初に冬姫はメンバーの人数から付けられたと思っていた。
市川 冬姫（いちかわ ふゆき）
本作のヒロイン。超能力を持っており、その力を使い事件を解決に導く。関西弁で男勝りな部分も垣間見られる。お酒に酔いやすくチョコレートボンボン3つで完全に酔ってしまう。酔っている間の記憶が無くなっている。
久世 鏡一朗（くぜ きょういちろう）
冬姫とコンビを組む敏腕刑事。元捜査一課出身で高い能力を発揮している。最初は冬姫を足手まといに思っていたが、本人のやる気と冬姫の仕事に対する思いから徐々に信頼を抱く。ちなみに4人兄弟の長男（2番目）。
佐々木 利彦（ささき としひこ）
久世の同僚で元捜査一課出身。表裏のない人物で常に久世の問題発言や行動にフォローを入れている。久世の冬姫に対するセクハラまがいの行動に顔を真っ赤にすること多々。
菊池 則政（きくち のりまさ）
特犯課の課長。久世の不真面目な行動にいつも怒っているが、その久世の優秀さに信頼をおいている。冬姫の可愛さに「久世から守る会」を構成している。
一条 公継（いちじょう きみつぐ）
二階堂 ミノル（にかいどう みのる）
三雲 楓（みくも かえで）
特犯課の構成メンバー。「久世から守る会」のメンバー。

### 警視庁
香ノ木警視総監（こうのぎけいしそうかん）
冬姫いわく「コオロギのおっちゃん」。笑顔で国家権力を振るう人間。以前自分の担当した事件の被害者家族が久世で何かと久世を心配している。特犯課を発足させ久世と冬姫を組ませた張本人。
有園（ありぞの）
監察医。様々な所に広いパイプを持っているがどこまで顔が広まっているのか誰もわからない。話の中ではその様々な伝手を利用して特犯課に助力している。よく特犯課に良いタイミングで顔を出す。
豊橋 実紀（とよはし　みのり）
久世の捜査第一課時代の元同僚。佐々木が捜査一課に着任してきた時に案内役をした。
坂井（さかい）
鑑識課。久世の知り合い。

### 久世家
実家は病院を経営している。財界などにも顔が知れている、父親は仕事の忙しさにかまけて子供をおざなりにしていることから息子鏡一朗に憎まれている。
久世 鈴子（くぜ　すずこ）
久世4兄弟の長女（第一子）。実家の病院の管理経営をしている。
久世 悠二（くぜ　ゆうじ）
久世4兄弟次男（第三子）。現在久世の卒業した大学の医学部に在学中。医者の卵。上の二人を「鈴姉（すずねえ）」「鏡兄（きょうにい）」と呼ぶ。
久世 尚子（くぜ　なおこ）
久世4兄弟の末子。既に故人、誘拐事件に遭い犯人に殺される。

## 書誌情報
- 舵英里『警視庁特犯課007』冬水社〈いち＊ラキコミックス〉全11巻
  1. 2007年9月20日発売、ISBN 978-4887418028
  2. 2008年3月20日発売、ISBN 978-4887418462
  3. 2008年7月20日発売、ISBN 978-4887418622
  4. 2008年11月20日発売、ISBN 978-4887418837
  5. 2009年5月20日発売、ISBN 978-4887419162
  6. 2009年10月20日発売、ISBN 978-4887419575
  7. 2010年3月20日発売、ISBN 978-4887419957
  8. 2010年6月20日発売、ISBN 978-4864230087
  9. 2010年10月20日発売、ISBN 978-4864230377
  10. 2012年1月20日発売、ISBN 978-4864231459
  11. 2012年7月20日発売、ISBN 978-4864231749

- 舵英里『警視庁特犯課007』冬水社〈冬水社文庫〉全7巻
  1. 2013年8月20日発売[1]、ISBN 978-4864232388
  2. 2013年8月20日発売[2]、ISBN 978-4864232395
  3. 2013年10月20日発売[3]、ISBN 978-4864232401
  4. 2013年10月20日発売[4]、ISBN 978-4864232418
  5. 2013年10月20日発売[5]、ISBN 978-4864232425
  6. 2013年12月20日発売[6]、ISBN 978-4864232432
  7. 2013年12月20日発売[7]、ISBN 978-4864232449